# دیوید کلارکسون
دیوید کلارکسون (انگلیسی: David Clarkson؛ زادهٔ ۱۰ سپتامبر ۱۹۸۵) بازیکن فوتبال اهل بریتانیا است.
از باشگاه‌هایی که در آن بازی کرده‌است می‌توان به باشگاه فوتبال بریستول راورز، باشگاه فوتبال برنتفورد، باشگاه فوتبال سنت میرن، باشگاه فوتبال مادرول، باشگاه فوتبال داندی، و باشگاه فوتبال بریستول سیتی اشاره کرد.
وی همچنین در تیم‌ ملی فوتبال زیر ۲۱ سال اسکاتلند بازی کرده است.